# Mini Muzeum Szachów w Świeradowie-Zdroju
Mini Muzeum Szachów w Świeradowie-Zdroju – prywatne muzeum położone w Świeradowie-Zdroju. Placówka mieści się pensjonacie „Szach-Mat”, którego właścicielem jest Wacław Romuald Kuśnierz - wieloletni szachista
Placówka znajduje się na parterze budynku. W skład kolekcji wchodzą liczne komplety szachów oraz pojedyncze figury i szachownice. Ponadto zobaczyć można literaturę szachową w różnych językach oraz komputery szachowe.

Oprócz działalności wystawienniczej, w muzeum organizowane są turnieje szachowe. 
Muzeum jest czynne codziennie, w godzinach od 14 do 22.